# Boubacar Sarr
Boubacar Sarr (Dakar, Senegal francés, 20 de julio de 1951) es un exfutbolista y entrenador de fútbol de Senegal que jugaba en la posición de delantero centro. Es el padre del también futbolista Naby Sarr.

## Carrera

### Club
| Periodo   | Club                 |
| --------- | -------------------- |
| 1973–1975 | SC Toulon            |
| 1975–1979 | Olympique Marseille  |
| 1976–1977 | → AS Cannes (cedido) |
| 1979–1983 | PSG                  |
| 1983–1985 | Olympique Marseille  |
| 1985–1987 | FC Martigues         |
| 1987–1988 | New Jersey City FC   |

### Selección nacional
Jugó para Senegal en 40 ocasiones de 1973 a 1986 y anotó cinco goles; participó en la Copa Africana de Naciones 1986.

### Entrenador
| Periodo   | Club    |
| --------- | ------- |
| 1993-1995 | Senegal |

## Logros
- Copa de Francia: 1975–76, 1981–82, 1982–83[7]
- Division 2: 1983–84[7]